# November 17. utca (Prága)
A  Moldva kanyarulatával párhuzamosan ívelt vonalú, alapvetően északkelet–dél irányú November 17. utca (ulice 17 listopadu) Prága 1. kerületében köti össze a Párizsi utcát (Pařižská Ulice) a Jan Palach térrel (náměstí Jana Palacha), tehát északi szakasza Josefovban a déli pedig az Óvárosban fut. A házak számozása a Jan Palach térnél kezdődik.

## Nevének eredete
Nevét az 1939 őszén Prágában lezajlott eseményekről kapta még 1925-ben. Ez a dátum egybeesik az 1989-ben lezajlott bársonyos forradalom emléknapjával
1939. október 28-án, a Cseh függetlenség napján országszerte tüntetések és sztrájkok robbantak ki a náci megszállás. Prágában a katonákkal megerősített német rendőrség a tüntető diákok és munkások közé lőtt. Egy tüntető a helyszínen halt meg, egy másik — Jan Opletal orvostanhallgató — november 11-én a kórházban. Opletalt november 15-én temették el, és ekkor újra tömegek tiltakoztak a náci megszállás ellen. Válaszul Konstantin von Neurath, a Cseh–Morva Protektorátus birodalmi kormányzója november 17-én bezárt minden cseh egyetemet és főiskolát, letartóztatott 1850 diákot, és megkezdte deportálásukat (zömmel a sachsenhauseni  koncentrációs táborba, ahol sokan meghaltak). Végül, november 17-én kivégeztette a Diákszövetség kilenc vezetőjét. Az Edvard Beneš vezette londoni emigráns kormány kérte először a Népszövetséget, hogy november 17-ét nyilvánítsa a diákok nemzetközi napjává. A 2. világháború utáni átnevezések egyikeként a Lőpor utcát (Sanytrova ulice) November 17. utcára változtatták, majd november 17-ét a szabadságharc és a demokrácia nemzeti emléknapjává nyilvánították.

### Nevesebb épületei
- Rudolfinum — a Jan Palach tér sarkán
- Iparművészeti Múzeum — a Rudolfinummal átellenben
- régi zsidó temető — az utca josefovi szakaszán, a Párizsi utcáig
- Prágai Konzervatórium (Přažská konzervatoř)
- Károly Egyetem Jogi kara (Právnická fakulta)

## Közlekedése
Metró: A (zöld) vonal, Óvárosi állomás.
Villamos:
- 2. vonal, Óvárosi állomás (Staroměstská)
- 17. vonal, Óvárosi állomás (Staroměstská)
- 18. vonal, Óvárosi állomás (Staroměstská)

Autóbusz: 207-es vonal, Óvárosi állomás (Staroměstská)